# Liste der Eingemeindungen in die Stadt Stadtilm
Mit der Eingliederung der Gemeinde Ilmtal als derzeit letzte Eingemeindung in die Stadt Stadtilm wurde die Stadt im Ilm-Kreis erneut vergrößert.
In der ersten Tabelle stehen alle ehemaligen Gemeinden, die direkt nach Stadtilm eingemeindet wurden. Die ehemalige Gemeindefläche ist oft nicht nachweisbar. Die Gemeinden, die am selben Tag eingemeindet wurden, werden in alphabetischer Reihenfolge aufgeführt.
In der zweiten Tabelle stehen die ehemals selbständigen Gemeinden in alphabetischer Reihenfolge, die (zunächst) nicht in die Stadt Stadtilm, sondern in eine andere Gemeinde eingegliedert wurden.

## Eingemeindungen in die Stadt Stadtilm
| Ehemalige Gemeinde | Datum      | Zuwachs in ha | Nachweis |
| ------------------ | ---------- | ------------- | -------- |
| Oberilm            | 01.07.1950 |               | [ 1 ]    |
| Ilmtal             | 06.07.2018 | 10.292        | [ 2 ]    |

## Eingemeindungen in selbständige Orte, die später in die Stadt Stadtilm eingemeindet wurden
Hier wird auch Oberilm aufgeführt, das bereits im Jahr 1922 zum ersten Mal nach Stadtilm eingemeindet wurde.
| Ehemalige Gemeinde  | Datum             | Anmerkung                                                                                  | Nachweis    |
| ------------------- | ----------------- | ------------------------------------------------------------------------------------------ | ----------- |
| Behringen           | 01.07.1950        | Eingliederung nach Niederwillingen                                                         | [ 1 ]       |
| Cottendorf          | 06.03.1969        | Eingliederung nach Dörnfeld an der Ilm                                                     | [ 1 ]       |
| Dienstedt           | 27.09.1973        | Zusammenschluss mit Hettstedt zu Dienstedt-Hettstedt                                       | [ 1 ]       |
| Dienstedt-Hettstedt | 01.06.1996        | Zusammenschluss mit fünf weiteren Gemeinden zu Ilmtal                                      | [ 2 ]       |
| Döllstedt           | 24.01.1974        | Eingliederung nach Nahwinden                                                               | [ 1 ]       |
| Dörnfeld an der Ilm | 06.04.1994        | Zusammenschluss mit fünf weiteren Gemeinden zu Singerberg                                  | [ 1 ] [ 3 ] |
| Ehrenstein          | 01.06.1996        | Zusammenschluss mit fünf weiteren Gemeinden zu Ilmtal                                      | [ 2 ]       |
| Geilsdorf           | 06.04.1994        | Zusammenschluss mit fünf weiteren Gemeinden zu Singerberg                                  | [ 1 ] [ 3 ] |
| Gösselborn          | 06.04.1994        | Zusammenschluss mit fünf weiteren Gemeinden zu Singerberg                                  | [ 1 ] [ 3 ] |
| Griesheim           | 06.04.1994        | Zusammenschluss mit fünf weiteren Gemeinden zu Singerberg                                  | [ 1 ] [ 3 ] |
| Großhettstedt       | 14.07.1961        | Zusammenschluss mit Kleinhettstedt zu Hettstedt                                            | [ 1 ]       |
| Großliebringen      | 01.06.1996        | Zusammenschluss mit fünf weiteren Gemeinden zu Ilmtal                                      | [ 2 ]       |
| Hammersfeld         | 01.10.1937        | Eingliederung nach Griesheim                                                               |             |
| Hettstedt           | 27.09.1973        | Zusammenschluss mit Dienstedt zu Dienstedt-Hettstedt                                       | [ 1 ]       |
| Hohes Kreuz         | 09.04.1994        | Umgliederung von Stadtilm nach Niederwillingen                                             | [ 3 ]       |
| Kleinhettstedt      | 14.07.1961        | Zusammenschluss mit Großhettstedt zu Hettstedt                                             | [ 1 ]       |
| Kleinliebringen     | 24.01.1974        | Eingliederung nach Großliebringen                                                          | [ 1 ]       |
| Nahwinden           | 01.06.1996        | Zusammenschluss mit fünf weiteren Gemeinden zu Ilmtal                                      | [ 2 ]       |
| Niederwillingen     | 01.06.1996        | Zusammenschluss mit fünf weiteren Gemeinden zu Ilmtal                                      | [ 2 ]       |
| Oberilm             | 1922 ? 01.07.1950 | Eingemeindung nach Stadtilm Ausgliederung aus Stadtilm erneute Eingemeindung nach Stadtilm | [ 1 ]       |
| Oberwillingen       | 01.07.1950        | Eingliederung nach Niederwillingen                                                         | [ 1 ]       |
| Oesteröda           | 01.07.1950        | Eingliederung nach Dienstedt                                                               | [ 1 ]       |
| Singen              | 06.04.1994        | Zusammenschluss mit fünf weiteren Gemeinden zu Singerberg                                  | [ 1 ] [ 3 ] |
| Singerberg          | 01.06.1996        | Zusammenschluss mit fünf weiteren Gemeinden zu Ilmtal                                      | [ 2 ]       |
| Traßdorf            | 06.04.1994        | Zusammenschluss mit fünf weiteren Gemeinden zu Singerberg                                  | [ 1 ] [ 3 ] |